# Cappella dei Principi
La Cappella dei Principi è il mausoleo dei Granduchi di Toscana e delle loro famiglie ed è parte del complesso museale delle cappelle medicee di Firenze, ricavato da alcune aree della basilica di San Lorenzo.
Lo sfarzoso ambiente ottagonale è largo 28 metri ed è sormontato dalla cupola di San Lorenzo, che raggiunge un'altezza di 59 metri, la seconda per maestosità in città dopo quella del Brunelleschi.

## Storia

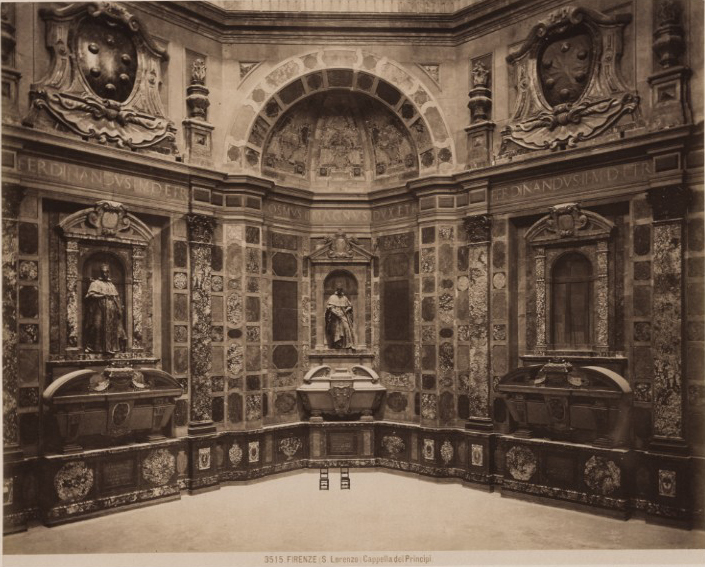
Giacomo Brogi (1822-1881), Cappella dei Principi, foto degli anni 1870.

La Cappella fu ideata da Cosimo I de' Medici, ma la sua realizzazione si deve al suo successore Ferdinando I, che incaricò, quale responsabile della fabbrica, l'architetto Matteo Nigetti nel 1604 su disegno di Don Giovanni de' Medici, fratello dello stesso Granduca. Lo stesso Buontalenti intervenne modificando in parte il progetto.

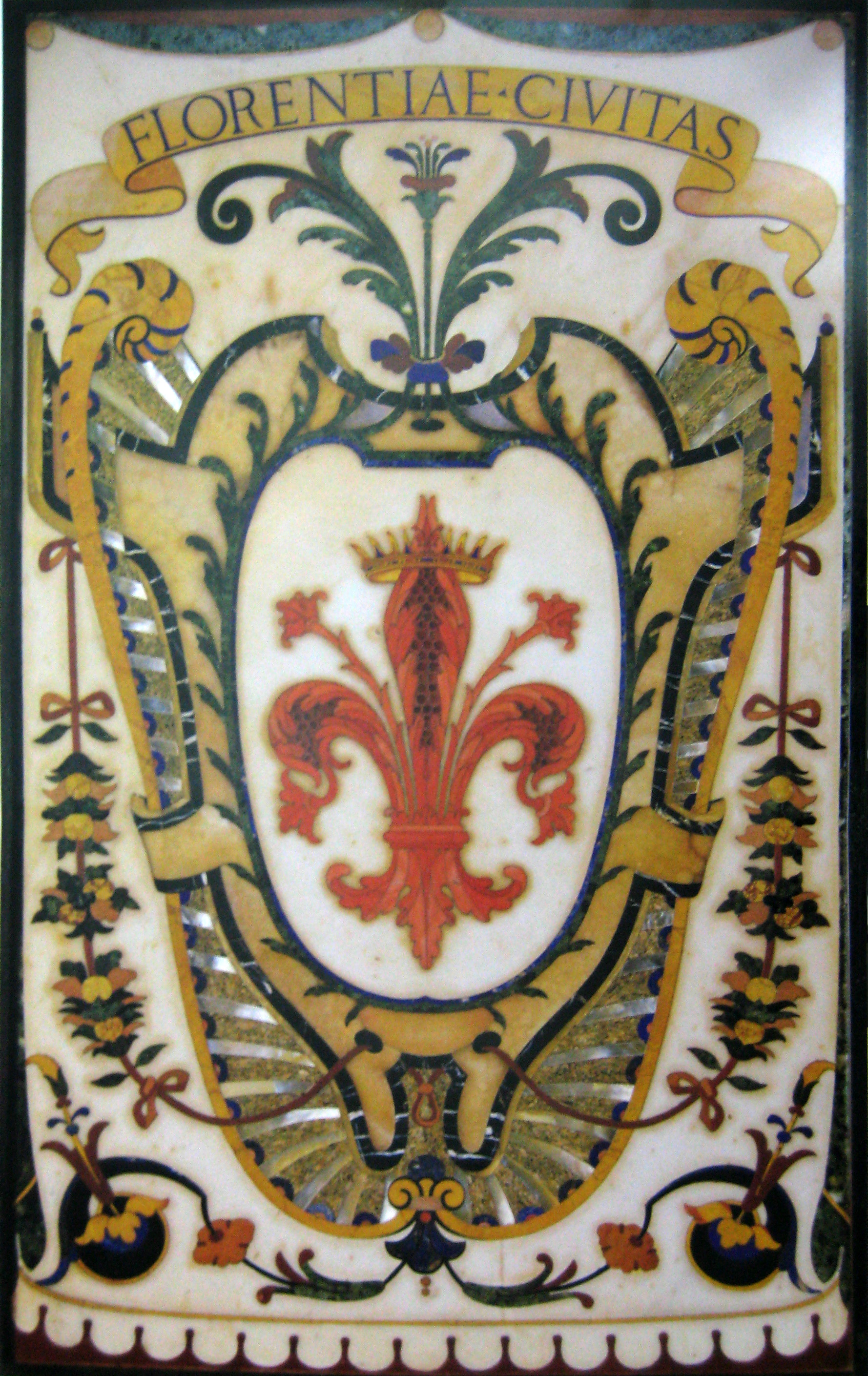
Intarsio dello stemma di Firenze, dalla cappella dei Principi.

Lo sfarzo abbagliante è dato dai ricchissimi intarsi in commesso fiorentino, per la realizzazione dei quali fu creato l'Opificio delle pietre dure. Questa arte, tuttora praticata soprattutto nella decorazione di mobili e vasi, trovò qui il suo apice, anche se il tono funebre dell'opera fece scegliere i colori più smorzati e cupi con porfidi e graniti. Nella zoccolatura invece si usarono pietre dure più colorate, nonché la madreperla, i lapislazzuli e il corallo per riprodurre gli stemmi delle sedici città toscane fedeli alla famiglia dei Medici.
Nelle nicchie sarebbero dovute entrare le statue dei granduchi, anche se furono poi realizzate soltanto quelle per Ferdinando I e Cosimo II de' Medici, opere entrambe di Pietro Tacca eseguite tra il 1626 ed il 1642.
Gli altri sepolcri granducali appartengono a Cosimo I (1519-1574), Francesco I (1541-1587) e Cosimo III (succeduto a Ferdinando II, 1643-1723). Al centro dell'atrio, nelle intenzioni dei committenti, doveva trovarsi il santo Sepolcro, sebbene i vari tentativi di comprarlo o rubarlo a Gerusalemme fallirono.
I sarcofagi sono in realtà vuoti e le vere spoglie dei Granduchi e dei loro familiari (una cinquantina fra maggiori e minori) fino ad Anna Maria Luisa de' Medici (ultima erede della dinastia, 1667-1743), sono conservate in semplici ambienti ricavati nel pavimento della cripta sottostante.
La decorazione interna della cupola fu affrescata da Pietro Benvenuti fra il 1828 e il 1837, con Storie della Genesi, scene della Vita di Cristo e Giudizio Universale, oltre a Quattro Evangelisti e quattro Profeti negli ottagoni più vicini al centro. 
Da dietro l'altare si accede a dei piccoli vani dove sono esposti alcuni oggetti liturgici e reliquiari, alcuni dei quali donati alla basilica da papa Leone X.